# Kjeragfossen
Kjeragfossen er et vandfald som falder fra Kjerag i Lysefjorden i Forsand kommune i Rogaland fylke i Norge. Det har en total faldhøjde på 715 meter og er det højeste vandfald i Rogaland.
Vandfaldet afvander kun småsøer og damme på toppen af Kjerag, og om sommeren tørrer det ofte ud, eller har så ring vandføring at det blæser bort i vinden før den når ned til fjorden under. Selv om højden er stor gør den ringe vandføring at det ikke blivr regnet som særlig imponerende.

## Eksterne kilder og henvisninger
- Kjeragfossen på World Waterfall Database Arkiveret 9. oktober 2009 hos  Wayback Machine
- Billede af fossen *Billede av fossen Arkiveret 15. juni 2008 hos  Wayback Machine
- Billede av fossen Arkiveret 15. juni 2008 hos  Wayback Machine